# Firlej (województwo lubelskie)
Firlej – wieś w powiecie lubartowskim województwa lubelskiego, położona na Wysoczyźnie Lubartowskiej. Leży nad jeziorem o tej samej nazwie.
Siedziba gminy Firlej oraz parafii rzymskokatolickiej Przemienienia Pańskiego. Dawniej miasto; lokacja miejska Firleja z 1557 roku nie została zrealizowana, lokowany w 1629 roku, zdegradowany w 1869 roku. Prywatne miasto szlacheckie Firlejów, położone w województwie lubelskim, w 1739 roku należało do klucza Lubartów Lubomirskich.
W latach 1954–1972 wieś należała i była siedzibą władz gromady Firlej. W latach 1975–1998 miejscowość należała administracyjnie do województwa lubelskiego.
Wieś stanowi sołectwo gminy Firlej. Według Narodowego Spisu Powszechnego (III 2011 r.) wieś liczyła 1175 mieszkańców.
Wieś jest siedzibą rzymskokatolickiej parafii Przemienienia Pańskiego w Firleju.
Ośrodek turystyczny.

## Historia

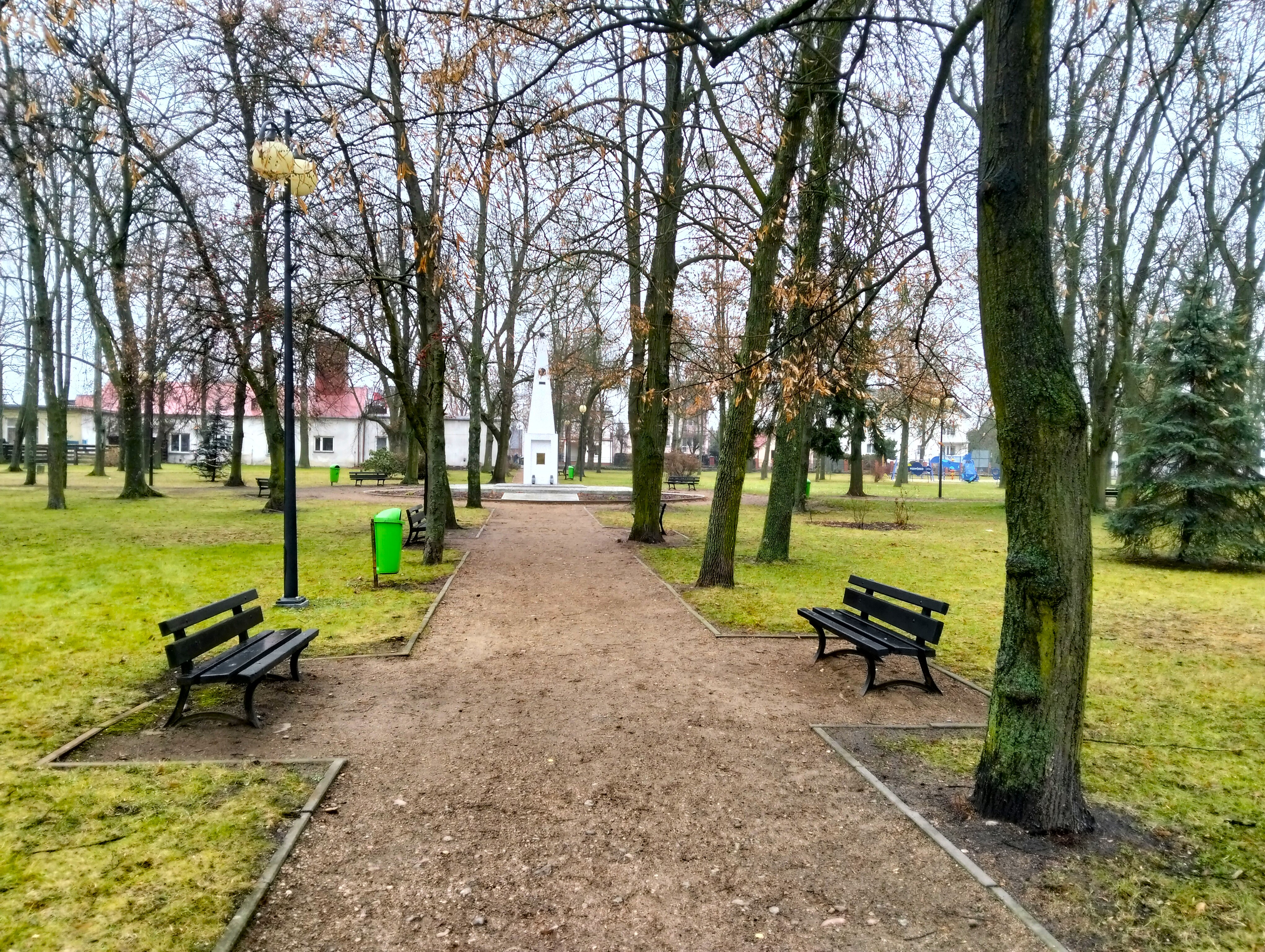
Rynek w Firleju

Początki Firleja wiążą się z rodem Firlejów. Miasto założył w 1557 r. Mikołaj Firlej. Kolejnymi właścicielami byli Zasławscy, Lubomirscy i Sanguszkowie. W 1839 roku Firlej przejął w posiadanie Henryk Łubieński – ówczesny prezes Banku Polskiego. 9 maja 1831 roku pod Firlejem stoczono jedną z bitew powstania listopadowego.
Miasto miało swój udział w powstaniu listopadowym i styczniowym. Toczyły się tu bitwy, czego śladem są mogiły powstańców w pobliskim Sobolewie. 13 stycznia 1870 r. pozbawiono Firlej praw miejskich. W czasie I wojny światowej osada została zniszczona przez wycofujących się Rosjan. W pierwszej połowie sierpnia 1920 na firlejowskim rynku marszałek Piłsudski przyjął defiladę wojsk, które wyruszały na front w walce z bolszewikami.
W czasie okupacji niemieckiej na tym terenie działał oddział AK kpt. T. Pośpiecha. W okolicy intensywne działania prowadziły też oddziały partyzanckie Gwardii Ludowej dokonując wielokrotnie rozbrajania posterunków niemieckich w celu zdobycia broni, niszcząc kontyngenty zboża dla Niemców i rozbijając urzędy gminne. Osadę wyzwoliła w lipcu 1944 roku 27 Wołyńska Dywizja Piechoty AK.
Powojenne ożywienie gospodarcze związane było z rozwojem turystyki opartej na walorach przyrodniczych – lasach sosnowych i dwóch jeziorach (jeziorze Firlej z kąpieliskiem, ośrodkiem sportów wodnych i licznymi ośrodkami wypoczynkowymi oraz jeziorze Kunów z łowiskami wędkarskimi).

## Zabytki
- Rynek z zabudową z końca XIX wieku
- Drewniany kościół Przemienienia Pańskiego z 1880 roku
- Cmentarz parafialny, na nim znajduje się mogiła żołnierzy Armii Radzieckiej[14]
- Pomnik z popiersiem Józefa Piłsudskiego w parku.

## Komunikacja
Firlej położony jest przy drodze krajowej nr 19, w odległości 40 km od Lublina i 210 km od Białegostoku. Posiada liczne połączenia autobusowe.

## Architektura drewniana w Firleju

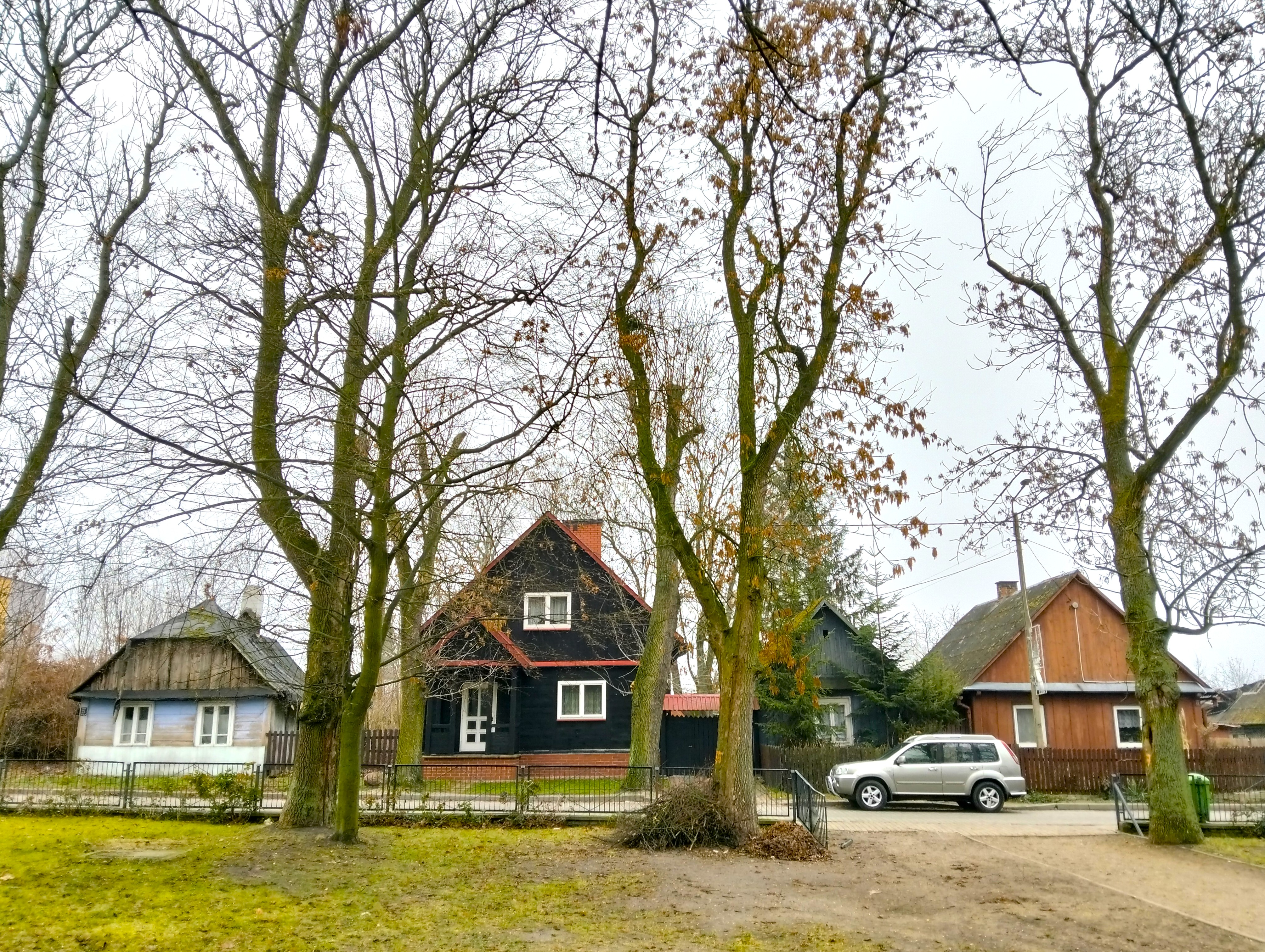
Pierzeja rynkowa
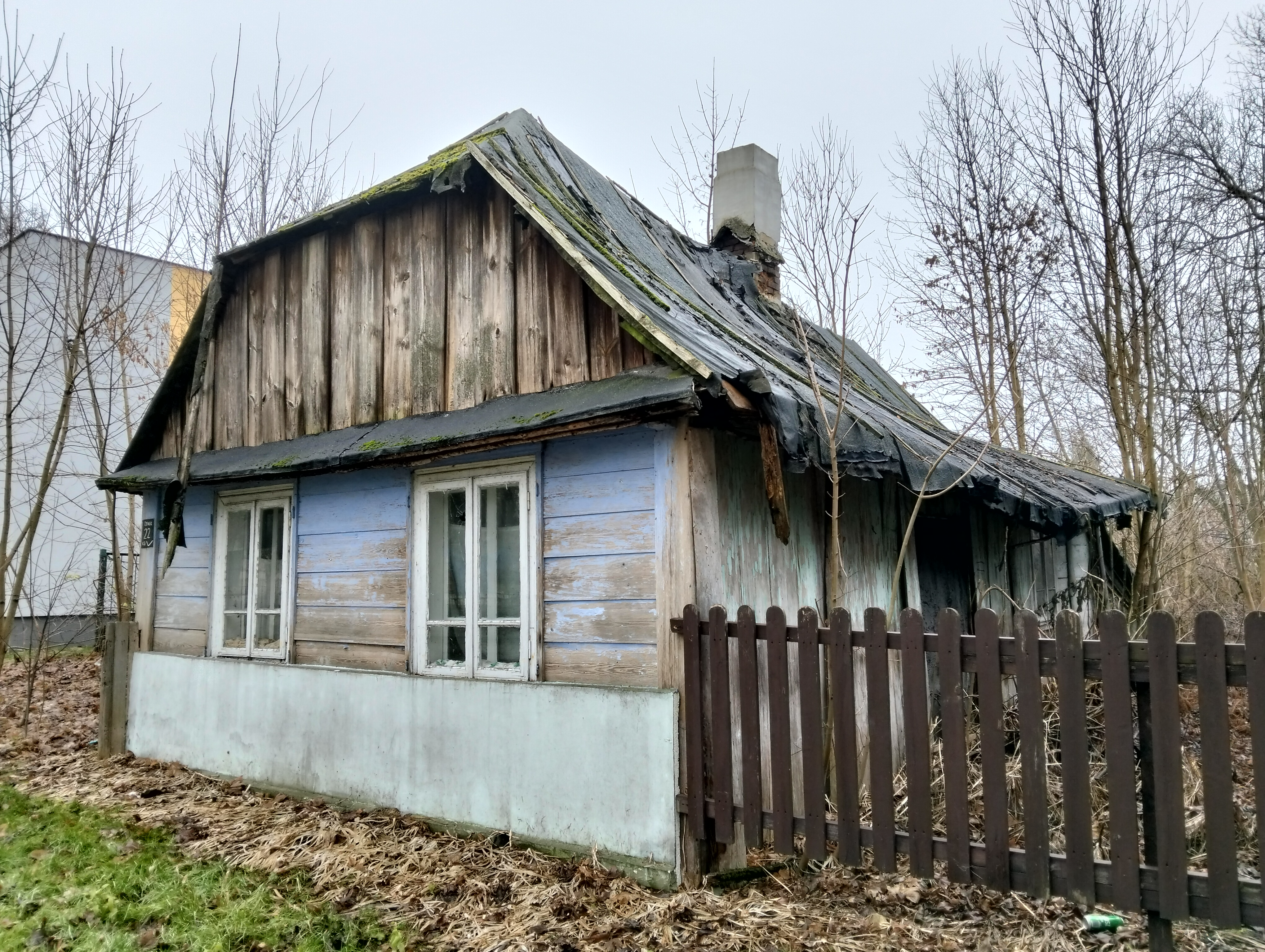
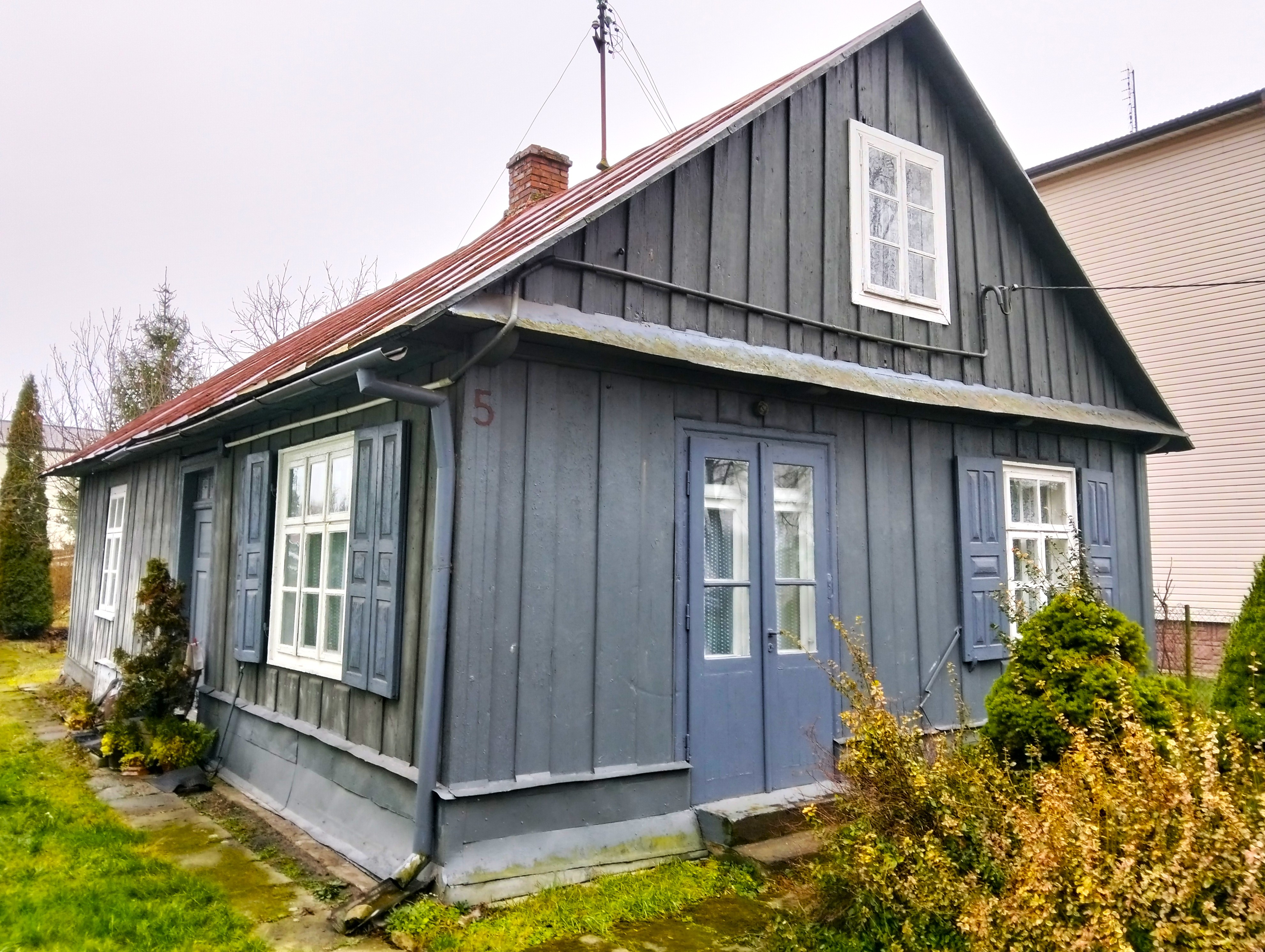